# Sid Meier’s Railroad Tycoon
Sid Meier’s Railroad Tycoon ist eine Wirtschaftssimulation von Sid Meier. Es ist das erste Spiel in der Railroad-Tycoon-Serie.
1993 erschien eine erweiterte Version unter dem Titel Sid Meier’s Railroad Tycoon Deluxe. Diese Version wurde 2006 als Freeware mit vorkonfigurierten DOSBox zum Download angeboten, um Sid Meier’s Railroads! zu bewerben.

## Spielprinzip
Das Spiel startet wahlweise 1830 (an der amerikanischen Ostküste), gegen 1866 (westliche USA), ab 1828 (England) oder im Jahre 1900 (Zentraleuropa). Der Spieler errichtet Industrien und verbindet diese mit Bahnhöfen und Gleisen. Dabei muss die Topographie bedacht werden und ggf. Brücken oder Tunnel geplant werden. Zudem muss überlegt werden wie die Strecke dabei rentabel betrieben werden kann.

## Rezeption
Grafik und Sound seien nicht herausragend. Auch ein Mehrspielermodus fehle. Nichtsdestotrotz stehe es in Bezug auf Komplexität, Spielspaß und Suchtfaktor Klassikern wie Pirates!, SimCity oder Populous nichts nach. Es habe alle Vorzüge eines intelligent aufgebauten und komplexen wie auch realistischen Strategieprogramms. Viele Details sind enthalten viele Sequenzen animiert. Kein neues Spiel gleicht dem anderen, da sich die Randbedingungen fortlaufend ändern. Das Programm benötige jedoch Einarbeitung und komme mit einem 180 Seiten starken Handbuch. Die Mischung aus Wirtschaftssimulation, Strategiespiel und Eisenbahnbastelbogen besitze ein eigentümliches Flair und Spielbarkeit, die bei den Portierungen auf den Amiga nicht abhanden kämen.